# Michael Böhm (Schriftsteller)
Michael Böhm (* 1947 im Taunus) ist ein deutscher Schriftsteller, der Kriminalromane und Erzählungen verfasst.

## Leben
Nach einer Ausbildung zum Schriftsetzer und seiner Meisterprüfung arbeitete Michael Böhm zunächst einige Jahre als Ausbilder in seinem Beruf, wandte sich jedoch später der Elektronik zu und wechselte in die Datenverarbeitung. Bis zu seinem Rückzug aus dem Arbeitsleben arbeitete er in einem Rechenzentrum der Automobilindustrie.
Schon in seiner Jugendzeit begann Michael Böhm zu schreiben. Seine Kurzgeschichten wurden in verschiedenen Anthologien veröffentlicht. Es folgten zwei Kurzromane, die 1998 in der sogenannten „Hirtmoor-Chronik“ zusammengefasst erschienen. Weitere Kriminalromane um den Hobbydetektiv Albert Kreitmayer folgten.
Böhms Regionalkrimis spielen in und um seine Wahlheimat Dachau, wo er seit mehr als vierzig Jahren lebt.
Sein Roman „Herr Petermanns unbedingter Wunsch nach Ruhe“ wurde 2014 für den Friedrich-Glauser-Preis nominiert.
Im April 2016 wurde Michael Böhm für sein Werk „Herr Petermann und das Triptychon des Todes“ beim Krimi-Festival Criminale in Marburg mit dem renommierten Friedrich-Glauser-Preis für den besten deutschen Kriminalroman ausgezeichnet.
Im Sommer 2020 wurde ihm der EUROLIT-Buchpreis in der Kategorie Belletristik für „Träume am Ende des Weges“ verliehen.

## Preise
- 2014: Nominierung für den Friedrich-Glauser-Preis in der Kategorie „Roman“
- 2016: Friedrich-Glauser-Preis in der Kategorie „Roman“
- 2020: EUROLIT-Buchpreis in der Kategorie „Belletristik“

## Schriften
- Hirtmoor-Chronik: Gregor oder die Hand des Professors. Georg oder die weisse Taube, Triga, Gelnhausen 1998, ISBN 3-931559-63-7.
- Homer und die Tote vom Schloßberg, criminale TB, ISBN 3-935877-55-2.
- Homer und ein Freund aus alten Tagen, criminale TB, ISBN 3-935877-29-3.
- Herrn Petermanns unbedingter Wunsch nach Ruhe, Bookspot, Planegg 2013, ISBN 978-3-937357-80-5.
- Herr Petermann und das Triptychon des Todes, Bookspot, Planegg 2015, ISBN 978-3-95669-018-1.
- Quo vadis, Herr Petermann? Bookspot, Planegg 2016, ISBN 978-3-95669-066-2.
- Damals im August. In: Ungelöst: Mysteriöse Kriminalfälle, literarisch neu aufgerollt. Jaschinski & Marley (Hrsg.), KBV-Verlag, Hillesheim 2016, ISBN 978-3-95441-315-7.
- Dinner mit Elch (mit Dieter Hentzschel), Bookspot, Planegg 2018, ISBN 978-3-95669-108-9.
- Schöne, friedvolle Weihnacht. In: Stille Nacht, tödliche Nacht. Petra und Uli Mattfeldt (Hrsg.), Bookspot, Planegg 2018, ISBN 978-3-95669-118-8.
- Träume am Ende des Weges. Kleine Galerie unsterblicher Namen, Bookspot, Planegg 2019, ISBN 978-3-95669-124-9.
- Die zornigen Augen der Wahrheit, Bookspot, Planegg 2020, ISBN 978-3-95669-133-1.
- Mein Freund Sisyphos, Bookspot, Planegg 2020, ISBN 978-3-95669-154-6.
- Der verborgene Gast, Bookspot, Planegg 2022, ISBN 978-3-95669-168-3.
- Die Sanduhr in meinem Kopf. Kleine Galerie von Lebensbildern bemerkenswerter Frauen, Bookspot, Planegg 2022, ISBN 978-3-95669-172-0.
- Herrn Petermanns Tanz des Todes und des Glücks, Bookspot, Planegg 2024, ISBN 978-3-95669-202-4.
- Der steinerne Mann und die Hexe. In: Schaurige Orte in Bayern. Lutz Kreutzer (Hrsg.), Gmeiner-Verlag, Meßkirch 2024, ISBN 978-3-8392-0642-3.